# Omloop Het Nieuwsblad vrouwen elite
Der Omloop Het Nieuwsblad vrouwen elite ist das Frauenradrennen des Omloop Het Nieuwsblad.
Das Rennen wurde erstmals 2006 unter dem Namen Het Volk veranstaltet. Die erste Ausgabe fand zwei Wochen nach dem Männerrennen statt und bestand aus mehreren flachen Runden rund um Deinze. Seitdem wurde der Parcours nach und nach dem der Männer angeglichen, insbesondere sind Start, Ziel und die letzten 60 Kilometer nunmehr identisch. Nachdem der Omloop in den Jahren 2021 und 2022 Teil der UCI ProSeries war, wurde er zur Saison 2023 in den Kalender der UCI Women’s WorldTour aufgenommen.
2019 ging das Peloton der Frauen zehn Minuten nach dem Feld der Männer an den Start. Die Schweizer Radrennfahrerin Nicole Hanselmann konnte sich absetzen und erreichte schließlich das Ende des Männerfeldes, woraufhin die Rennleitung sie und das gesamte Frauenrennen anhielt, damit sich die beiden Rennen nicht vermischten. Diese Entscheidung der Rennleitung stieß in der Öffentlichkeit auf ein gemischtes Echo. Hanselmann durfte anschließend mit Vorsprung starten, ihre Verfolgerinnen holten sie dieses Mal aber rasch ein, zogen vorbei und reichten sie bis auf Platz 74 durch.

## Palmarès
| Jahr | Siegerin             | Zweite            | Dritte                    |
| ---- | -------------------- | ----------------- | ------------------------- |
| 2006 | Suzanne de Goede     | Mirjam Melchers   | Tanja Hennes              |
| 2007 | Mie Bekker Lacota    | Monica Holler     | Jaccolien Wallaard        |
| 2008 | Kirsten Wild         | Angela Hennig     | Emma Johansson            |
| 2009 | Suzanne de Goede     | Noemi Cantele     | Kelly Druyts              |
| 2010 | Emma Johansson       | Liesbet De Vocht  | Grace Verbeke             |
| 2011 | Emma Johansson       | Andrea Bosman     | Chantal Blaak             |
| 2012 | Loes Gunnewijk       | Ellen van Dijk    | Trixi Worrack             |
| 2013 | Tiffany Cromwell     | Megan Guarnier    | Emma Johansson            |
| 2014 | Amy Pieters          | Emma Johansson    | Lizzie Armitstead         |
| 2015 | Anna van der Breggen | Ellen van Dijk    | Lizzie Armitstead         |
| 2016 | Lizzie Armitstead    | Chantal Blaak     | Tiffany Cromwell          |
| 2017 | Lucinda Brand        | Chantal Blaak     | Annemiek van Vleuten      |
| 2018 | Christina Siggaard   | Alexis Magner     | Maria Giulia Confalonieri |
| 2019 | Chantal Blaak        | Marta Bastianelli | Jip van den Bos           |
| 2020 | Annemiek van Vleuten | Marta Bastianelli | Floortje Mackaij          |
| 2021 | Anna van der Breggen | Emma Norsgaard    | Amy Pieters               |
| 2022 | Annemiek van Vleuten | Demi Vollering    | Lorena Wiebes             |
| 2023 | Lotte Kopecky        | Lorena Wiebes     | Marta Bastianelli         |
| 2024 | Marianne Vos         | Lotte Kopecky     | Elisa Longo Borghini      |
| 2025 | Lotte Claes          | Aurela Nerlo      | Demi Vollering            |